# I Still Haven't Found What I'm Looking For
«I still haven't found what I'm looking for» (en español, Todavía no he encontrado lo que estoy buscando) es una canción de la banda irlandesa U2. Forma parte del disco The Joshua Tree y fue lanzada como segundo sencillo del álbum. La canción alcanzó el primer lugar en Estados Unidos y el sexto lugar en el  Reino Unido.
El grupo estaba trabajando en una canción titulada "Under the weather", pero no acababa de cuajar. Un día, The Edge propuso el título "I still haven't found what I'm looking for" y Bono se puso a componer la letra partiendo de este título.
Por aquella época el grupo estaba escuchando mucho gospel y la canción está claramente influida por ese género.
La letra incluye referencias bíblicas, como “I have spoken with the tongue of angels” (1 Corintios 13:1). Sin embargo, en una entrevista con Rolling Stone, Bono afirmó: "Es un himno de duda, más que de fe", en un sorpresivo giro hacia el agnosticismo.
Un cover de Scarlett Johansson y Bono fue incluido en un trailer de la película Sing 2.